# Campeonato Português de Hóquei em Patins de 1983–84
O Campeonato Português de Hóquei de Patins de 1983-84  foi a 44ª edição do principal escalão da modalidade em Portugal. 
Com 16 equipas, o campeonato foi uma disputa renhida entre o FC Porto e o Sporting CP com os portistas a levarem a melhor. Este título era o segundo consecutivo para a equipa do hóquei do FC Porto. 

## Estrutura da Competição
- 16 Equipas
- 30 jornadas divididas em duas voltas de 15 jornadas
- Campeão apura-se para a Taça dos Campeões Europeus (TCE)
- Vencedor da Taça apura-se para a Taça dos Clubes Vencedores de Taças (TCVT)
- Três melhores classificados, fora da TCE e TCVT, apuram-se para a Taça CERS
- Três últimos despromovidos para a Segunda Divisão
- Pontuação: 3 pontos por vitória, 2 pontos por empate e 1 ponto por derrota

## Equipas Participantes
| Equipa             | Localidade             |
| ------------------ | ---------------------- |
| FC Porto           | Porto                  |
| SL Benfica         | Lisboa                 |
| Sporting CP        | Lisboa                 |
| GD Sesimbra        | Sesimbra               |
| AD Sanjoanense     | São João da Madeira    |
| Belenenses         | Lisboa                 |
| CD Paço de Arcos   | Paço de Arcos          |
| Juventude de Viana | Viana do Castelo       |
| Famalicense AC     | Vila Nova de Famalicão |
| Sporting Tomar     | Tomar                  |
| AD Oeiras          | Oeiras                 |
| AA Amadora         | Amadora                |
| UD Oliveirense     | Oliveira de Azeméis    |
| Parede FC          | Parede                 |
| Carvalhos          | Pedroso                |
| Alenquer e Benfica | Alenquer               |

## Classificação Final
| Pos | Equipa             | J  | V  | E | D  | GM  | GS  | Diff | Pts | Qualificação/Despromoção     |
| --- | ------------------ | -- | -- | - | -- | --- | --- | ---- | --- | ---------------------------- |
| 1   | FC Porto           | 30 | 27 | 1 | 2  | 235 | 115 | +120 | 83  | Taça dos Campeões Europeus   |
| 2   | Sporting CP        | 30 | 25 | 1 | 4  | 258 | 95  | +163 | 81  | Taça dos Vencedores de Taças |
| 3   | Juventude de Viana | 30 | 21 | 2 | 7  | 153 | 83  | +70  | 74  | Taça CERS                    |
| 4   | SL Benfica         | 30 | 20 | 4 | 6  | 215 | 126 | +89  | 74  | Taça CERS                    |
| 5   | AD Sanjoanense     | 30 | 20 | 2 | 8  | 196 | 131 | +65  | 72  | Taça CERS                    |
| 6   | Belenenses         | 30 | 15 | 1 | 14 | 165 | 159 | +6   | 61  |                              |
| 7   | GD Sesimbra        | 30 | 13 | 2 | 15 | 160 | 153 | +7   | 58  |                              |
| 8   | Sporting Tomar     | 30 | 13 | 2 | 15 | 145 | 184 | -29  | 58  |                              |
| 9   | CD Paço de Arcos   | 30 | 11 | 5 | 14 | 158 | 162 | -4   | 57  |                              |
| 10  | AD Oeiras          | 30 | 12 | 1 | 17 | 164 | 190 | -26  | 55  |                              |
| 11  | AA Amadora         | 30 | 11 | 2 | 17 | 126 | 159 | -33  | 54  |                              |
| 12  | UD Oliveirense     | 30 | 10 | 4 | 16 | 116 | 134 | -18  | 54  |                              |
| 13  | Famalicense AC     | 30 | 10 | 2 | 18 | 155 | 188 | -33  | 52  |                              |
| 14  | Parede FC          | 30 | 8  | 2 | 20 | 127 | 156 | -29  | 48  | II Divisão                   |
| 15  | Carvalhos          | 30 | 4  | 4 | 22 | 97  | 250 | -153 | 42  | II Divisão                   |
| 16  | Alenquer e Benfica | 30 | 2  | 1 | 27 | 75  | 260 | -185 | 39  | II Divisão                   |

Fonte: 
| Campeão Nacional 1983/1984 |
| -------------------------- |
| FC Porto 2.° Título        |